# インターナショナル・ワイン・アンド・スピリッツ・コンペティション

IWSC logo

インターナショナル・ワイン・アンド・スピリッツ・コンペティション（International Wine and Spirit Competition）は、イギリスで開催される酒類の品質を競う競技会のひとつ。略称はIWSC。

## 概要
酒類の品質向上と市場拡大に寄与することを目的に1969年創設。世界のワイン、スピリッツ、ウイスキーなどを対象に審査する。会長は、ロバート・モンダヴィをはじめとした著名人が務めている。2000年代以降、日本の酒造メーカーの製品が相次いで賞を受けたことで、日本国内でも認知度が向上した。

## 審査
審査は、世界各地から選ばれる審査員により、ブラインド・テイスティングおよび化学的な分析で選考される。各部門から金・銀・銅賞を1つ選出するとともに、金賞の中から特に優秀な製品に最優秀賞のトロフィーが与えられる。